# Yvon Lambert (fotògraf)
Yvon Lambert (Ciutat de Luxemburg, 3 de setembre de 1955) és un fotògraf luxemburguès, que també va treballar com a fotoperiodista freelance en una sèrie de reportatges internacionals sobre qüestions socials.
Després d'estudiar fotografia a Brussel·les, en la dècada de 1980, Lambert va treballar com a fotògraf independent. Entre el 1990 i el1991, va passar llargues temporades a Nàpols en el marc de Pépinières européennes pour jeunes artistes en suport dels artistes joves. Això [li | el] va portar a l'edició del seu primer llibre: Naples, un hiver (1993). A partir de 1993, va viatjar a diversos països d'Europa Central. El 1995, en el marc del projecte: D'est en ouest, chemins de terre et d'Europe organitzat pel Centre Georges Pompidou de París, va ser responsable de fotografiar escenes rurals de Romania. El seu treball va ser posteriorment presentat al Centre Pompidou. El mateix any, en la participació en el Grand Prix de la Ville de Vevey, va rebre el Premi del Gran Format pel seu Histoires de Frontières.
A Luxemburg, també va publicar reportatges sobre els últims dies d'una planta de producció d'acer i de la disminució del districte miner de Luxemburg (2000). Altres projectes que ha completat inclouen Derniers feux (1998), Retours de Roumanie. Photographies 1992-2003 (2004), i Brennweiten der Begegnung (2005).
A la tardor de 2004, Lambert va passar cinc setmanes a Nova York fotografiant la vida als carrers de la ciutat. Això va donar lloc a una exposició presentada per les autoritats de Luxemburg en la Maison du Luxembourg a Nova York titulada Chroniques New-Yorkaises.